# Бескиды
Бески́ды (укр. Бескиди, пол. Beskidy, чеш.  и словац. Beskydy) — система горных хребтов в северной и западной части Карпат, расположенная в пределах территории Польши, Украины, Словакии и Чехии. Простирается между долинами рек Моравы и Мизунки. Длина — около 300 км, высота до 1725 м (гора Бабя Гура).

## Геологическая структура
Бескиды сложены меловыми и третичными известняками, сланцами и песчаниками. Имеют складчатую структуру. Состоят из куполообразных хребтов, разделенных узкими продольными и широкими поперечными долинами рек и межгорными котловинами. Хребты имеют пологие склоны и округлые вершины, реже являют собой моноклинальные отроги. Склоны гор покрыты буковыми и елово-пихтовыми лесами, на безлесых вершинах-полонинах — альпийские луга.
Полезные ископаемые: нефть, озокерит, калийная соль. Многочисленны источники минеральных вод.

## Разделение Бескид
Бескиды подразделяются на:

Восточные Бескиды (c)

Центральные Бескиды (b)

Центральнобескидское Предгорье (Pogórze Środkowobeskidzkie) (a)

- Западные Бескиды, расположенные между верховьями Моравы и долиной Попрада — горы средней высоты (наивысшая точка — гора Бабя Гура — 1725 м)
  - Моравско-Силезские Бескиды
  - Высокие Бескиды (гора Бабя Гура — 1725 м)
  - Живецкие (Пильско — 1557 м)
  - Силезские (Скшичнэ — 1257 м)
  - Маковские Бескиды
  - Высповые Бескиды
  - Малые Бескиды
  - Массив Горце (Турбач — 1311 м)
  - Сондецкие Бескиды (Радзеёва — 1262 м)
  - Пьенины (Тши Короны — 982 м)
- Центральные Бескиды
  - Низкие Бескиды (Ляцкова — 997 м)
  - Ондавска Врховина
  - Лаборецка Врховина
- Восточные Бескиды, расположенные на территории Польши, Словакии и Львовской области Украины, имеют в длину около 100 км, в ширину — 18-30 км; высоты около 800—1000 м (максимальная 1362 м — г. Магура)
  - Бещады
  - Буковске-Врхи
  - Верхнеднестровские Бескиды
  - Сколевские Бескиды
  - Полонинские Бескиды

Карты Западных Бескид
Западная часть Западных Бескидов (e)
Северная часть Западных Бескидов (f)
Восточная часть Западных Бескидов (h)
Центральная часть Западных Бескидов (g)